# Radejna
Radejna (cyr. Радејна) – wieś w Serbii, w okręgu pirockim, w gminie Dimitrovgrad. W 2011 roku liczyła 84 mieszkańców.